# Rafael dos Anjos
Rafael Souza dos Anjos, né le 26 octobre 1984 à Rio de Janeiro (Brésil), est un pratiquant brésilien  de MMA. Il combat actuellement à l'Ultimate Fighting Championship dans la division des poids mi-moyens.

## Parcours en arts martiaux mixtes

### Ultimate Fighting Championsip

#### Champion des poids légers de l'UFC
Après ces trois victoires consécutives, Rafael dos Anjos obtient le droit de concourir pour la ceinture des poids légers de l'UFC, face au champion Anthony Pettis, en vedette de l'UFC 185 du 14 mars 2015.
Malgré un Pettis favori, le Brésilien domine rapidement toutes les phases du combat pour remporter aux yeux des juges toutes les reprises du match. Dos Anjos devient alors le nouveau champion des poids légers de l'organisation.
Ce succès lui permet également de décrocher un bonus de performance de la soirée.
Sa première défense de titre est programmée face à Donald Cerrone, alors sur huit victoires consécutives depuis novembre 2013, en tête d'affiche de l'UFC on Fox 17, le 19 décembre 2015. Agressif en pieds-poings, le nouveau champion marque bien son adversaire et quand ce dernier se retrouve au sol, il s'installe dans son dos pour continuer à enchainer les coups et finalement remporter une victoire par TKO en un peu plus d'une minute seulement. Cette fois encore, dos Anjos repart avec un bonus de performance de la soirée. La même année il obtient son deuxième DAN de JJB à Rio de Janeiro dans la prestigieuse école de la Gracie family.
Le tout nouveau champion des poids plumes de l'UFC, Conor McGregor, fait part de son projet de décrocher également la ceinture des poids légers
et obtient un combat l'opposant à Rafael dos Anjos pour l'UFC 197 du 5 mars 2016.
Cependant, le champion des poids légers  annule sa participation peu avant l'échéance, à la suite d'une blessure au pied.
Il est alors remplacé par Nate Diaz.
Le 6 janvier 2017, il annonce qu'il passera de la division des poids légers à celle des poids mi-moyens.

## Palmarès

### Distinctions
- Ultimate Fighting Championship
  - Champion des poids légers de l'UFC (2015-2016)
  - Combat de la soirée (deux fois) (contre Jason High/contre Tony Ferguson)
  - Performance de la soirée (trois fois)
  - Soumission de la soirée (une fois)

### Palmarès en arts martiaux mixtes
| 48 combats     | 32 victoires | 16 défaites |
| Par KO         | 5            | 4           |
| Par soumission | 11           | 0           |
| Sur décision   | 16           | 12          |

| Résultat | Record | Adversaire               | Méthode                             | Événement                                   | Date              | Round | Temps | Lieu                                     | Notes                                                                  |
| -------- | ------ | ------------------------ | ----------------------------------- | ------------------------------------------- | ----------------- | ----- | ----- | ---------------------------------------- | ---------------------------------------------------------------------- |
| Défaite  | 32-16  | Mateusz Gamrot           | Décision unanime                    | UFC 299: O’Malley vs. Vera II               | 10 mars 2024      | 3     | 5:00  | Miami, Floride, États-Unis               |                                                                        |
| Défaite  | 32–15  | Vicente Luque            | Decision unanime                    | UFC on ESPN: Luque vs. dos Anjos            | 12 aout 2023      | 5     | 5:00  | Las Vegas, Nevada, États-Unis            |                                                                        |
| Victoire | 32–14  | Bryan Barberena          | Soumission (neck crank)             | UFC on ESPN: Thompson vs. Holland           | 3 décembre 2022   | 2     | 3:20  | Orlando, Floride, États-Unis             | Retour en poids mi moyens.                                             |
| Défaite  | 31–14  | Rafael Fiziev            | KO (coups de poing)                 | UFC on ESPN: dos Anjos vs. Fiziev           | 9 juin 2022       | 5     | 0:18  | Las Vegas, Nevada, États-Unis            |                                                                        |
| Victoire | 31–13  | Renato Moicano           | Décision unanime                    | UFC 272: Covington vs. Masvidal             | 5 mars 2022       | 5     | 5:00  | Las Vegas, Nevada, États-Unis            |                                                                        |
| Victoire | 30–13  | Paul Felder              | Décision partagée                   | UFC Fight Night: Felder vs. dos Anjos       | 14 novembre 2020  | 5     | 5:00  | Las Vegas, Nevada, États-Unis            | Retour en poids légers.                                                |
| Défaite  | 29–13  | Michael Chiesa           | Décision unanime                    | UFC Fight Night: Blaydes vs. dos Santos     | 25 janvier 2020   | 3     | 5:00  | Raleigh, Caroline du Nord, États-Unis    |                                                                        |
| Défaite  | 29-12  | Leon Edwards             | Décision unanime                    | UFC on ESPN 4 : Dos Anjos vs. Edwards       | 20 juillet 2019   | 5     | 5:00  | San Antonio, Texas, États-Unis           |                                                                        |
| Victoire | 29-11  | Kevin Lee                | Soumission (étranglement bras-tête) | UFC Fight Night: dos Anjos vs. Lee          | 18 mai 2019       | 4     | 3:47  | Rochester, État de New York, États-Unis  |                                                                        |
| Défaite  | 28-11  | Kamaru Usman             | Décision unanime                    | The Ultimate Fighter: Heavy Hitters Finale  | 30 novembre 2018  | 5     | 5:00  | Las Vegas, Nevada, États-Unis            |                                                                        |
| Défaite  | 28-10  | Colby Covington          | Décision unanime                    | UFC 225: Whittaker vs. Romero II            | 9 juin 2018       | 5     | 5:00  | Chicago, Illinois, États-Unis            |                                                                        |
| Victoire | 28-9   | Robbie Lawler            | Décision unanime                    | UFC on Fox: Lawler vs. dos Anjos            | 16 décembre 2017  | 5     | 5:00  | Winnipeg, Manitoba, Canada               |                                                                        |
| Victoire | 27-9   | Neil Magny               | Soumission (étranglement bras-tête) | UFC 215: Nunes vs. Shevchenko II            | 9 septembre 2017  | 1     | 3:43  | Edmonton, Alberta, Canada                | Performance de la soirée.                                              |
| Victoire | 26-9   | Tarec Saffiedine         | Décision unanime                    | UFC Fight Night: Holm vs. Correia           | 17 juin 2017      | 3     | 5:00  | Kallang, Singapour                       | Retour en poids-welters.                                               |
| Défaite  | 25-9   | Tony Ferguson            | Décision unanime                    | The Ultimate Fighter Latin America 3 Finale | 5 novembre 2016   | 5     | 5:00  | Mexico, Mexique                          | Combat de la soirée.                                                   |
| Défaite  | 25-8   | Eddie Alvarez            | TKO (coups de poing)                | UFC Fight Night: dos Anjos vs. Alvarez      | 7 juillet 2016    | 1     | 3:49  | Las Vegas, Nevada, États-Unis            | Perd le titre des poids légers de l'UFC.                               |
| Victoire | 25-7   | Donald Cerrone           | TKO (coups de poing)                | UFC on Fox: dos Anjos vs. Cerrone II        | 19 décembre 2015  | 1     | 1:06  | Orlando, Floride, États-Unis             | Défend le titre des poids légers de l'UFC. Performance de la soirée.   |
| Victoire | 24-7   | Anthony Pettis           | Décision unanime                    | UFC 185: Pettis vs. dos Anjos               | 14 mars 2015      | 5     | 5:00  | Dallas, Texas, États-Unis                | Remporte le titre des poids légers de l'UFC. Performance de la soirée. |
| Victoire | 23-7   | Nate Diaz                | Décision unanime                    | UFC on Fox: dos Santos vs. Miocic           | 13 décembre 2014  | 3     | 5:00  | Phoenix, Arizona, États-Unis             |                                                                        |
| Victoire | 22-7   | Ben Henderson            | KO (coup de poing)                  | UFC Fight Night: Henderson vs. dos Anjos    | 23 août 2014      | 1     | 2:32  | Tulsa, Oklahoma, États-Unis              | Performance de la soirée.                                              |
| Victoire | 21-7   | Jason High               | TKO (coups de poing)                | UFC Fight Night: Henderson vs. Khabilov     | 7 juin 2014       | 2     | 3:36  | Albuquerque, Nouveau-Mexique, États-Unis | Combat de la soirée.                                                   |
| Défaite  | 20-7   | Khabib Nurmagomedov      | Décision unanime                    | UFC on Fox: Werdum vs. Browne               | 19 avril 2014     | 3     | 5:00  | Orlando, Floride, États-Unis             |                                                                        |
| Victoire | 20-6   | Donald Cerrone           | Décision unanime                    | UFC Fight Night: Condit vs. Kampmann        | 28 août 2013      | 3     | 5:00  | Indianapolis, Indiana, États-Unis        |                                                                        |
| Victoire | 19-6   | Evan Dunham              | Décision unanime                    | UFC on FX: Belfort vs. Rockhold             | 18 mai 2013       | 3     | 5:00  | Jaraguá do Sul, Brésil                   |                                                                        |
| Victoire | 18-6   | Mark Bocek               | Décision unanime                    | UFC 154: St-Pierre vs. Condit               | 17 novembre 2012  | 3     | 5:00  | Montréal, Québec, Canada                 |                                                                        |
| Victoire | 17-6   | Anthony Njokuani         | Décision unanime                    | UFC on Fuel TV: Muñoz vs. Weidman           | 11 juillet 2012   | 3     | 5:00  | San José, Californie, États-Unis         |                                                                        |
| Victoire | 16-6   | Kamal Shalorus           | Soumission (étranglement arrière)   | UFC on Fuel TV: Korean Zombie vs. Poirier   | 15 mai 2012       | 1     | 1:40  | Fairfax, Virginie, États-Unis            |                                                                        |
| Défaite  | 15-6   | Gleison Tibau            | Décision partagée                   | UFC 139: Shogun vs. Henderson               | 19 novembre 2011  | 3     | 5:00  | San José, Californie, États-Unis         |                                                                        |
| Victoire | 15-5   | George Sotiropoulos      | KO (coup de poing)                  | UFC 132: Cruz vs. Faber                     | 2 juillet 2011    | 1     | 0:59  | Las Vegas, Nevada, États-Unis            |                                                                        |
| Défaite  | 14-5   | Clay Guida               | TKO (blessure à la mâchoire)        | UFC 117: Silva vs. Sonnen                   | 7 août 2010       | 3     | 1:51  | Oakland, Californie, États-Unis          |                                                                        |
| Victoire | 14-4   | Terry Etim               | Soumission (clé de bras)            | UFC 112: Invincible                         | 10 avril 2010     | 2     | 4:30  | Abou Dabi, Émirats arabes unis           | Soumission de la soirée                                                |
| Victoire | 13-4   | Kyle Bradley             | Décision unanime                    | UFC Fight Night: Maynard vs. Diaz           | 11 janvier 2010   | 3     | 5:00  | Fairfax, Virginie, États-Unis            |                                                                        |
| Victoire | 12-4   | Robert Emerson           | Décision unanime                    | UFC 103: Franklin vs. Belfort               | 19 septembre 2009 | 3     | 5:00  | Dallas, Texas, États-Unis                |                                                                        |
| Défaite  | 11-4   | Tyson Griffin            | Décision unanime                    | UFC Fight Night: Condit vs. Kampmann        | 1er avril 2009    | 3     | 5:00  | Nashville, Tennessee, États-Unis         | Combat de la soirée                                                    |
| Défaite  | 11-3   | Jeremy Stephens          | KO (coups de poing)                 | UFC 91: Couture vs. Lesnar                  | 15 novembre 2008  | 3     | 0:39  | Las Vegas, Nevada, États-Unis            |                                                                        |
| Victoire | 11-2   | Takafumi Otsuka          | Décision partagée                   | Fury FC 6: High Voltage                     | 12 juillet 2008   | 3     | 5:00  | Rio de Janeiro, Brésil                   |                                                                        |
| Victoire | 10-2   | Takaichi Hirayama        | Soumission (clé de bras)            | Pancrase: Shining 5                         | 1er juin 2008     | 1     | 1:25  | Tokyo, Japon                             |                                                                        |
| Victoire | 9-2    | Gabriel Miglioli         | Décision unanime                    | Fury FC 5: Final Conflict                   | 6 décembre 2007   | 3     | 5:00  | São Paulo, Brésil                        |                                                                        |
| Victoire | 8-2    | Danilo Cherman           | Soumission (kimura)                 | Fury FC 4: High Voltage                     | 4 août 2007       | 2     | 3:38  | Teresópolis, Brésil                      |                                                                        |
| Victoire | 7-2    | Mauricio Reis            | Soumission (étranglement arrière)   | XFC: Brazil                                 | 29 avril 2007     | 1     | 6:24  | Rio de Janeiro, Brésil                   |                                                                        |
| Victoire | 6-2    | Thiago Meller            | Soumission (étranglement arrière)   | XFC: Brazil                                 | 29 avril 2007     | 1     | 7:28  | Rio de Janeiro, Brésil                   |                                                                        |
| Victoire | 5-2    | Johil de Oliveira        | Soumission (étranglement arrière)   | Juiz de Fora: Fight 4                       | 14 avril 2007     | 1     | 2:50  | Juiz de Fora, Brésil                     |                                                                        |
| Victoire | 4-2    | Mateus Trindade          | Décision unanime                    | Shooto: Brazil 2                            | 24 mars 2007      | 3     | 5:00  | Rio de Janeiro, Brésil                   |                                                                        |
| Victoire | 3-2    | Diego Oliveira           | Soumission (clé de bras)            | Top Fighter MMA 2                           | 25 octobre 2006   | 2     | NC    | Rio de Janeiro, Brésil                   |                                                                        |
| Défaite  | 2-2    | Jorge Britto             | Décision partagée                   | Arena Belo Horizonte Combat                 | 4 juin 2005       | 3     | 5:00  | Belo Horizonte, Brésil                   |                                                                        |
| Victoire | 2-1    | Felipe Arinelli          | TKO (arrêt du médecin)              | Juiz de Fora: Fight 2                       | 26 avril 2005     | 2     | NC    | Juiz de Fora, Brésil                     |                                                                        |
| Victoire | 1-1    | Joao Paulo Almeida Alves | Décision                            | Arena Belo Horizonte                        | 9 octobre 2004    | 3     | 5:00  | Belo Horizonte, Brésil                   |                                                                        |
| Défaite  | 0-1    | Adriano Abu              | Décision partagée                   | Juiz de Fora: Fight 1                       | 25 septembre 2004 | 3     | 5:00  | Juiz de Fora, Brésil                     |                                                                        |